# Ermenardo
Ermenardo, Ermenard in catalano e Ermengard in spagnolo (... – dopo l'852), è stato un nobile franco, visconte di Narbona dall'836 all'852.

## Origine
Ermenardo era un nobile franco, di cui non si conoscono gli ascendenti.

## Biografia

La penisola iberica con a nord la marca di Spagna e Tolosa verso la metà del IX secolo

Di Ermenardo si hanno pochissime notizie.
Ermenardo viene citato come quarto visconte di Narbona, assieme ad Ausento, nella Gran enciclopèdia catalana - vescomtat de Narbona.
Ermenardo non lo troviamo citato in alcun documento della Histoire générale de Languedoc avec notes et pièces justificatives, Volume 2, né da Jacqueline Caille, nel suo Vicomtes et vicomté de Narbonne, Des origines au début du xiiie siècle.
A Ermenardo ed Ausento, verso l'852, succedettero i visconti Alarico e Franco I, come viene riportato nella Gran enciclopèdia catalana - vescomtat de Narbona.

Che Alarico e Franco I, nell'852, erano visconti (Alaricho & Franchone uterque vicedomini) viene confermato dal documento n° 139 della Histoire générale de Languedoc avec notes et pièces justificatives, Volume 2, del conte di Barcellona, Gerona, Empúries e Rossiglione e marchese di Gotia (o Settimania), Odalrico (Udulricus commis in villa Crispiano in territorio Narbonense). 

Anche Jacqueline Caille, nel suo Vicomtes et vicomté de Narbonne, Des origines au début du xiiie siècle, cita questo documento datato 852 Plaid tenu par Udalricus comes en compagnie de trois vassi dominici et de Alaric et Francon uterque vicedomini, confermando che erano in territorio Narbonense, suburbio Ventolenense (lieu-dit canton Peyriac-Minervois).
Non si conosce l'anno esatto della morte di Ermenardo.

## Discendenza
Di Ermenardo non si conoscono né il nome della moglie né alcuna discendenza.

### Fonti primarie
- (LA)  #ES Histoire générale de Languedoc avec notes et pièces justificatives, Volume 2.

### Letteratura storiografica
- (LA)  (FR)  Jacqueline Caille. Vicomtes et vicomté de Narbonne, Des origines au début du xiiie siècle.